# Artisanat et arts populaires dans l'État de Puebla

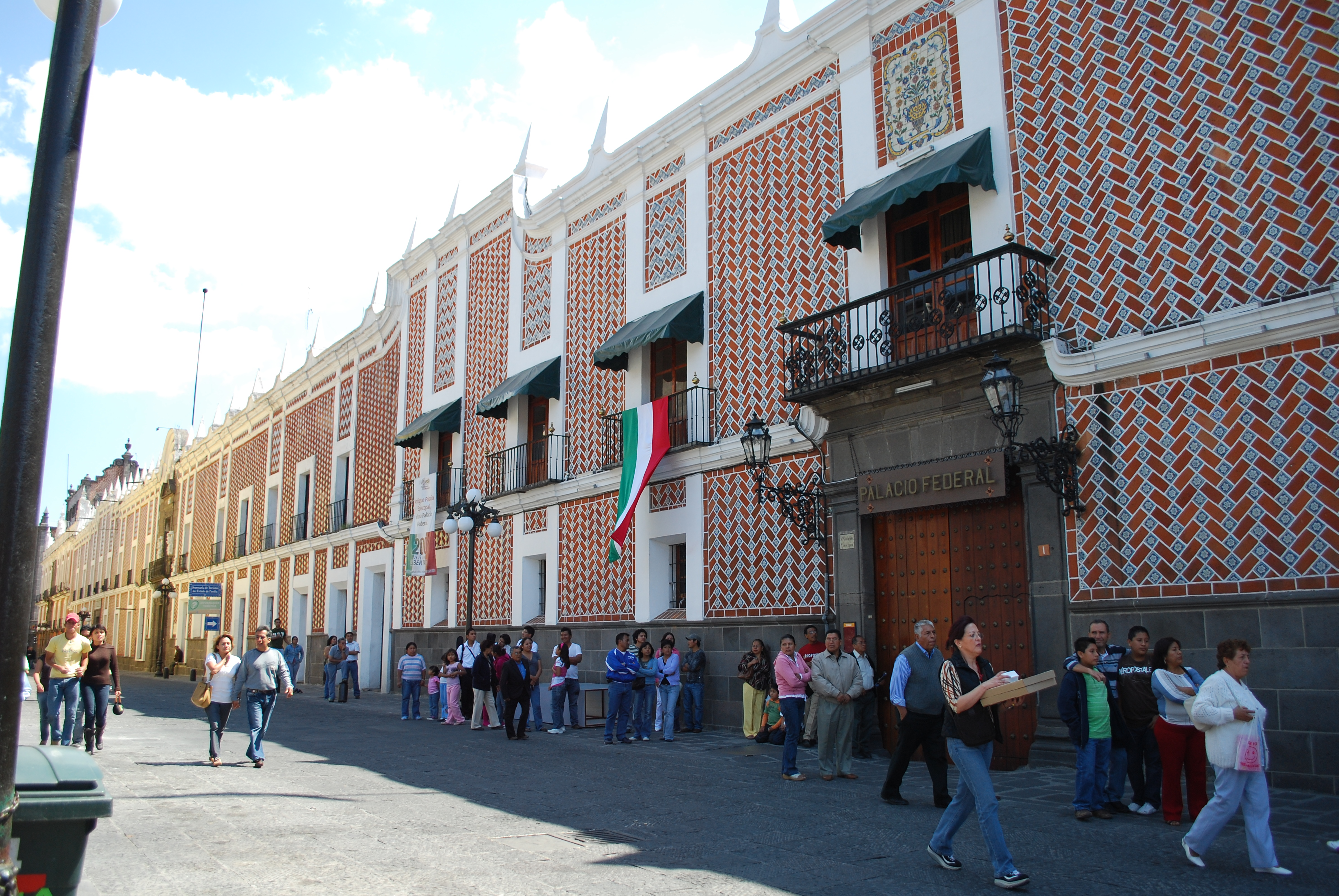
Bâtiments avec des tuiles en céramique à Puebla.

L'artisanat et les arts populaires dans l'état de Puebla est surtout connu pour la poterie talavera, qui est la seule poterie de style majolique produite en continu au Mexique depuis son introduction au début de la période coloniale. D'autres traditions artisanales notables sont les arbres de vie d'Izúcar de Matamoros et le papier d'amate (écorce) fabriqué par la très petite ville de San Pablito, au nord de l'état. On fabrique également du verre, des ornements d'arbres de Noël, des textiles indigènes, des horloges monumentales, des paniers et du cidre de pomme.

## Histoire
Les traditions artisanales de l'état sont un mélange d'indigène et d'européen. Ces traditions peuvent être considérées comme de deux types principaux : celles qui conservent la plus grande partie de leur qualité indigène, et celles qui sont de conception ou de technique fortement européenne. Les produits de style autochtone comprennent certaines traditions de la poterie, les textiles et la fabrication du papier d'amate. Les styles européens comprennent la poterie talavera et le verre.

## Poterie

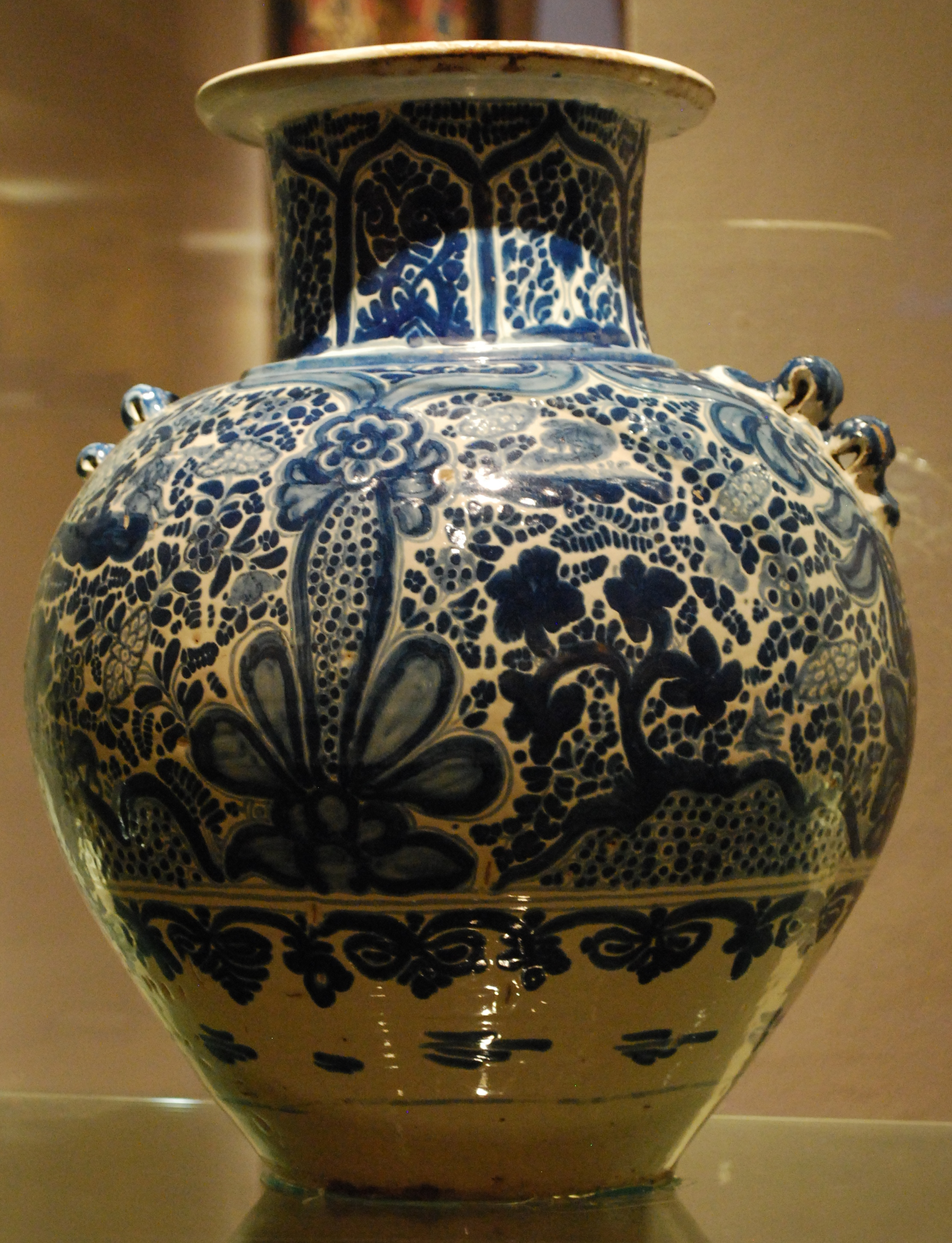
Talavera du XIXe siècle exposée au à Mexico.

La poterie émaillée à double cuisson appelée majolique a été introduite au Mexique en provenance d'Espagne entre 1550 et 1585, et a été produite dans différentes régions pendant la période coloniale. Cependant, ce n'est qu'à Puebla qu'elle a été fabriquée sans interruption jusqu'à aujourd'hui.
La poterie la plus connue de ce type s'appelle talavera, du nom de la céramique de fond blanche de Talavera de la Reina, en Espagne, qu'elle cherchait à imiter. Comme son homonyme, la talavera de Puebla se caractérise par un fond blanc, réalisé avec des sels d'étain, et surtout des éléments décoratifs bleus en sels de cobalt. Il a été utilisé pour fabriquer des vases, de la porcelaine, des figures sculptées et des tuiles. Le blanc avec le bleu seulement comme décoration est le plus traditionnel mais il y a d'autres couleurs qui sont acceptées. Le décor bleu de la talavera est à la fois de l'est et de l'ouest. La céramique émaillée a été inventée en Asie et est arrivée au Mexique via l'Europe, en particulier en Espagne. Cependant, il y a aussi une influence asiatique directe sur le travail en raison des produits orientaux qui sont arrivés dans le pays sur le Galion de Manille. L'utilisation de talavera et d'autres tuiles distingue également l'architecture de Puebla, que l'on trouve sur les façades des principaux bâtiments de tout l'État.
Un certain nombre d'autres communautés ont des traditions de poterie moins connues. Le plus connu d'entre eux est celui d'Izúcar de Matamoros, dont le produit principal est une œuvre sculptée traditionnelle appelée arbre de vie. Ils sont décorés distinctement des arbres les plus connus de Metepec, dans l'État de Mexico. L'artisan le plus connu de cette tradition est Alfonso Castillo Orta, qui a remporté le Premio Nacional de Ciencias y Artes en art populaire en 1996,. La famille continue à fabriquer les arbres et d'autres figurines telles que celles de La Catrina, celles des crèches, de Frida Kahlo, et plus encore. L'œuvre de la famille Castillo a été primée au Mexique et à l'étranger et fait partie de collections prestigieuses telles que celle de la famille royale d'Espagne.
Parmi les articles de poterie courants, on trouve les grandes marmites et les casseroles utilisées pour cuisiner des plats traditionnels tels que le riz et le mole poblano. Ces pièces sont émaillées à l'intérieur, l'extérieur est décoré de pastillaje (petits morceaux d'argile roulés en motifs) ou de noir. La majeure partie de la poterie est fabriquée dans la ville de Puebla, en particulier dans le quartier du Barrio de la Luz. Ce type de poterie reste une activité viable grâce à la créativité et à l'organisation des artisans qui travaillent principalement à la fabrication d'ustensiles de cuisine de grandes dimensions. La production peut être hautement spécialisée parmi les artisans, avec ceux qui se consacrent à différents aspects du processus tels que le moulage et la cuisson. La fabrication de ces ustensiles survit parce que les techniques traditionnelles de cuisine rurale survivent encore dans de nombreuses régions de l'État, où les repas sont préparés dans des pots en terre cuite au-dessus de feux de bois, en particulier pour les grandes fêtes et célébrations.
Elles sont également fabriquées dans la ville d'Amozoc de Mota, à l'est de la ville de Puebla, où le fait d'être membre d'une famille artisanale a encore un certain prestige. La ville fabrique deux sortes de poteries, d'ustensiles de cuisine et de pots, ainsi que deux sortes de figures animales et humaines décoratives : celles utilisées dans les décors comme les crèches et les crânes miniatures,. La plupart des ustensiles de cuisine sont de grands pots et des casseroles pour préparer le mole poblano - et parfois aussi utilisés pour l'adobo, le pipian, ou la tinga (en). D'autres sont destinés à la préparation de plats à base de riz ou de haricots. Les pots comprennent ceux qui servent à la fabrication de l'atole et d'autres boissons chaudes, ainsi qu'à la fabrication de piñatas traditionnelles. Le travail est divisé selon le sexe et l'âge dans les familles artisanales, généralement dirigées par un homme. Les familles fabriquent la verrerie et vendent les pièces à ceux qui les tirent, qui les vendent à leur tour à des intermédiaires. La plupart sont vendus localement et dans la région du centre-est du Mexique où se trouve Puebla.
Les communautés du Barrio de la Luz et de l'Amozoc fabriquent également des objets rituels tels que des brûleurs d'encens, des bougeoirs et des récipients, qui sont généralement recouverts d'une glaçure noire et le plus souvent utilisés pour la décoration du Jour des morts,.
Acatlán de Osorio fabrique traditionnellement des jouets en terre cuite non émaillée. Cependant, le travail de la poterie de Herón Martínez au XXe siècle a favorisé la création de pièces sculptées plus grandes.

## Textiles
Puebla a eu une histoire de fabrication de textile industriel, mais les textiles faits à la main restent importants, surtout sur le plan culturel. Les rebozos et les quechquemitls sont des objets importants dans les vêtements traditionnels indigènes. Une tradition particulière est la fabrication de rebozos en laine noire, richement décorés de motifs animaliers et floraux multicolores qui datent d'avant la Conquête. Ceux-ci avaient à l'origine une signification religieuse, mais ils ont été pour la plupart perdus.
Acaxochitlán est une communauté traditionnelle Nahua, connue pour ses textiles. Ils vendent divers types de vêtements, la plupart du temps sur l'autoroute voisine. Certains produits sont fabriqués sur des métiers à tisser à bande dorsale et la plupart sont brodés. Ces vêtements sont propres à la communauté, souvent avec des oiseaux multicolores et des figures mythologiques. Les fabricants décorent également les vêtements avec de petites perles.
Santa Anita est connue pour le tissage de jupes à bretelles
.

## Papier d'amate

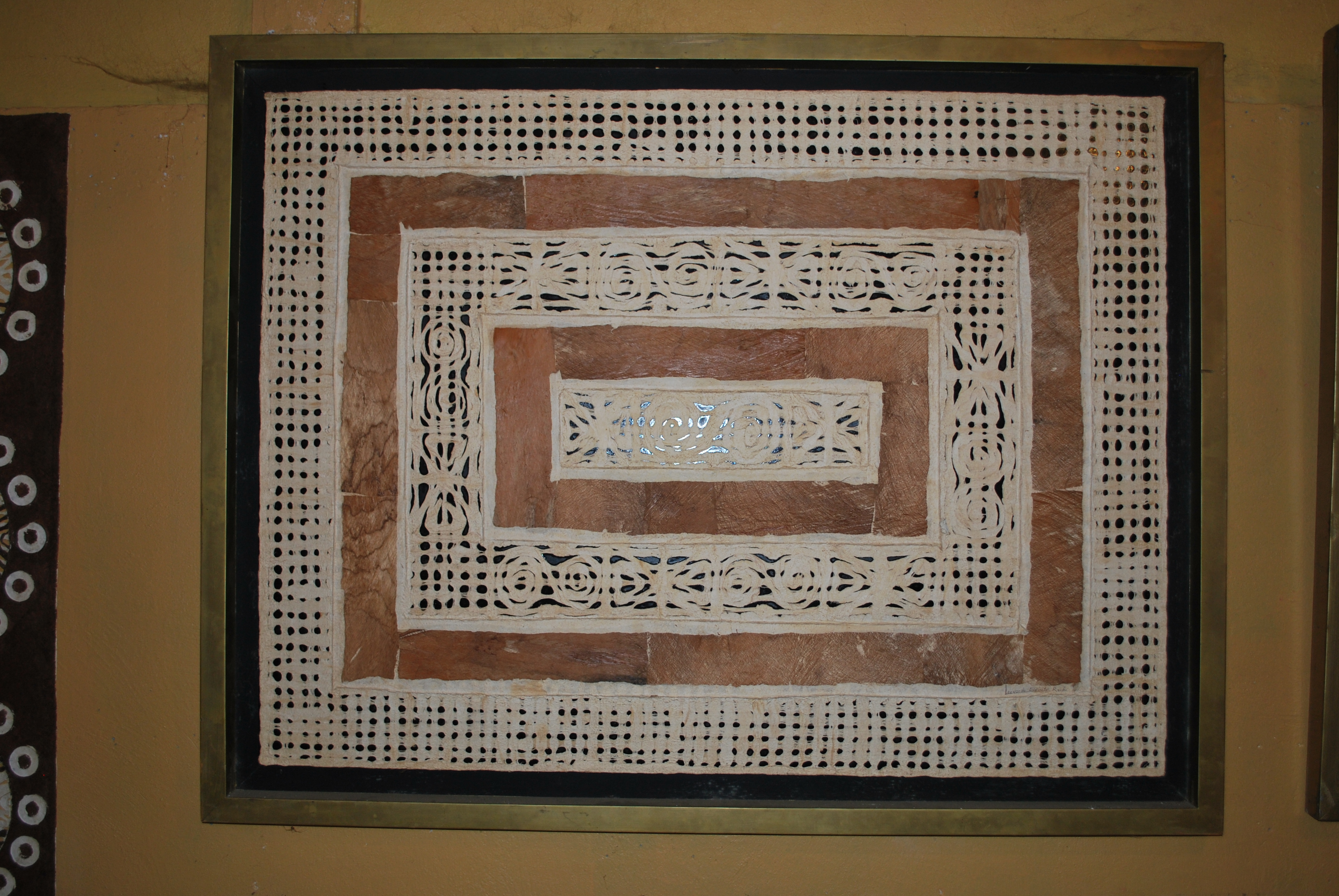
Suspension murale en papier d'amate de San Pablito.

Le papier d'amate est fabriqué dans le petit village de San Pablito et Pahuatlán dans la Sierra Norte de Puebla (en). Le papier date de l'ère préhispanique, lorsque les Aztèques l'utilisaient pour les codex et les rituels. La fabrication du papier a survécu dans cette région reculée à des fins rituelles, en faisant des figurines découpées. L'utilisation traditionnelle la plus importante de ce papier était la fabrication de figures découpées pour les cérémonies religieuses et magiques. Aujourd'hui, la plus grande partie est destinée à la vente à d'autres artisans indigènes qui l'utilisent pour peindre des images à Amayaltepec, San Agustin de las Flores, et dans diverses communautés de l'État de Guerrero,. La ville compte moins de cinq mille habitants mais est le principal producteur de papier d'amate du pays. Elle est fabriquée dans des ateliers familiaux, où la fibre d'écorce est battue quotidiennement.
Les produits chimiques utilisés dans la fabrication du papier causent des problèmes environnementaux, comme la pollution du río Cazones, à proximité. Elle a provoqué l'épuisement des arbres nécessaires pour fournir l'écorce.

## Verre
Le travail du verre au Mexique a commencé à Puebla avec le premier four à verre documenté en 1542, avant de s'étendre à d'autres régions telles que Mexico et Guadalajara. À l'origine, la production se faisait en conteneurs utilitaires. La production de Puebla se composait principalement de verre pressé, dont il ne reste que peu. Une large gamme de verres à boire et de contenants commerciaux a été fabriquée, en particulier ceux pour le pulque. Cependant, ce phénomène a pratiquement disparu en raison de la concurrence du verre industriel ainsi que de la diminution de la consommation de pulque.
Aujourd'hui, la plupart des verreries artisanales sont en verre soufflé, avec un peu de verre pressé pour en faire des miniatures. Un produit en verre notable sont les sphères de verre pour décorer les arbres de Noël. La communauté la plus connue pour cela est Chignahuapan, une petite ville de la région de la Sierra Norte, entourée de pins,. L'artisanat s'y est établi lorsque Rafael Mendez de Tlalpujahua, dans l'État de Michoacán, s'est installé en 1970. Aujourd'hui, cet atelier emploie une centaine de personnes. Les sphères sont en verre soufflé revêtu à l'intérieur de nitrate d'argent, puis peintes à la main à l'extérieur. Les tailles vont des sphères minuscules vendues comme boucles d'oreilles à de très grandes pièces singulières exposées sur leur propre base en bois pour environ 2 000 pesos chacune. Les peintres experts peuvent faire des milliers de sphères par jour, selon le dessin utilisé. Tandis que les sphères peintes dominent, d'autres ornements d'arbre de Noël tels que le verre dans d'autres formes (par exemple, des piñatas, des fruits, et figurines humaines), et ceux avec des branches de pin, l'istle et le bois sont également faits,.
Chignahuapan compte environ 450 ateliers familiaux et six petites usines,, ce qui fait de la communauté le premier producteur d'ornements de Noël du pays. Elle organise une foire annuelle, consacrée à l'artisanat, de fin octobre à début novembre, qui attire des visiteurs du Mexique et de l'étranger, principalement des États-Unis et d'Espagne, et des gens d'affaires intéressés par l'exportation. Certains artisans créent des motifs différents pour l'exposition à longueur d'année, pour d'autres saisons, pour des événements sociaux et comme bibelots personnalisés. L'un des motifs les plus récents sont des sphères claires remplies de plumes, ou des notes avec des mots tels qu'« amour » et « paix ».

## Autres traditions

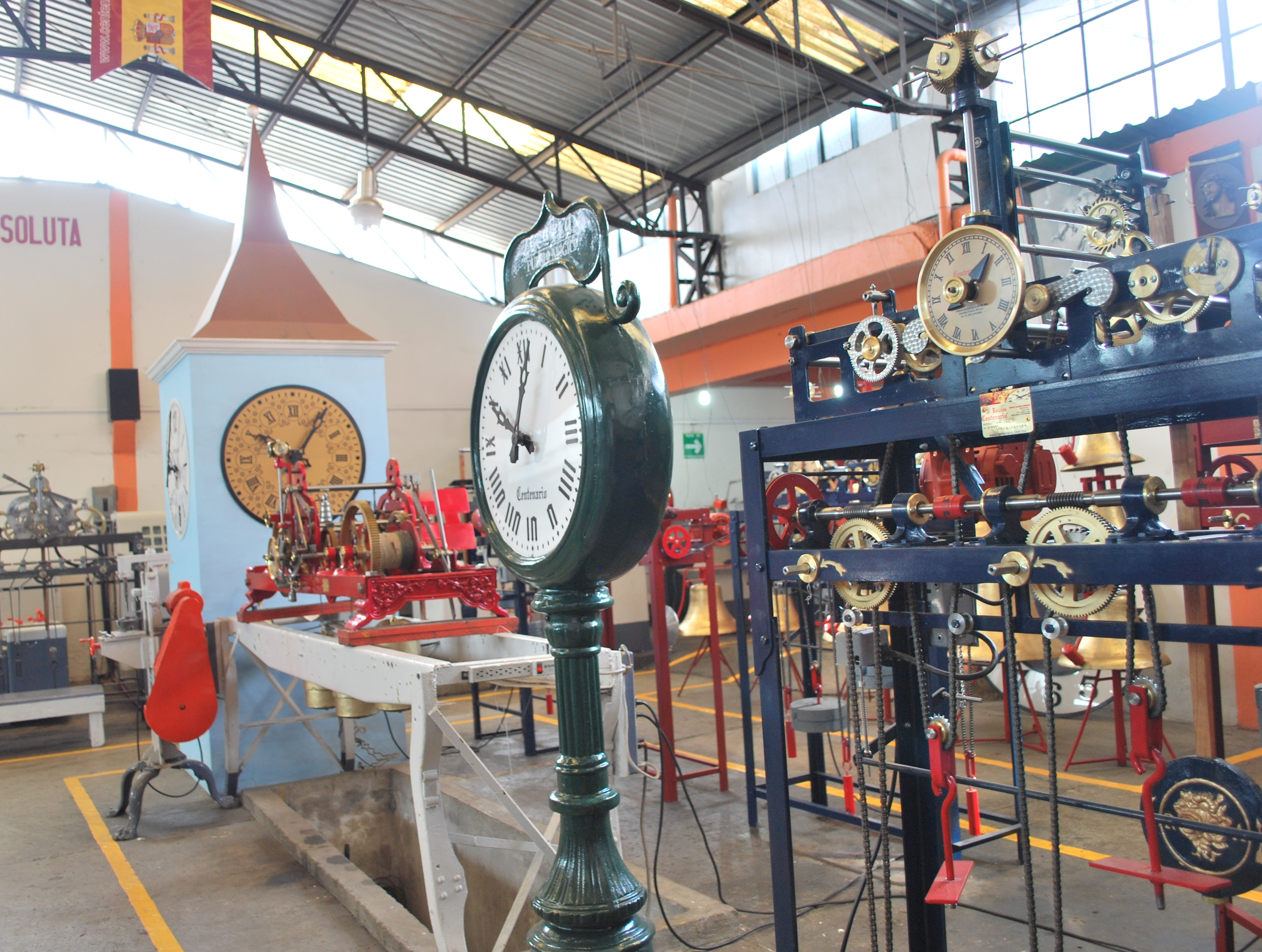
A l'intérieur de l'horlogerie du Centenario à Zacalán.

D'autres métiers d'art sont liés à la construction, comme l'extraction de la pierre et le fer forgé artistique - deux éléments importants pour les bâtiments coloniaux et de style colonial. L'onyx est une pierre couramment travaillée, non seulement pour la construction, mais aussi pour la fabrication d'objets décoratifs tels que des boîtes, des lampes, des porte-livres et des tables. D'autres objets fabriqués avec ce matériau comprennent des verres à boire et des bijoux.
Zacatlán abrite une horloge monumentale où chaque pièce est fabriquée sur commande dans une petite usine. Les horloges du Centenario sont apparues quand Alberto Olvera Hernández a commencé à les construire dans l'atelier de son père, situé à l'extérieur de la ville, fabriquant même ses propres outils. Après en avoir fabriqué plusieurs comme passe-temps, il a ouvert un atelier en ville, qui est devenu le premier du genre en Amérique latine. Aujourd'hui, le Centenario est connu pour la fabrication d'horloges monumentales pour les tours, les églises, les édifices publics et les horloges « florales », où la végétation donne le visage. Celles-ci peuvent être trouvées dans la plupart des régions du Mexique et certaines à l'étranger. L'entreprise reste familiale, avec une cinquantaine d'employés.
Amozoc se distingue par son travail de ferronnerie en marqueterie d'argent, qui est presque entièrement consacré à la production d'équipements pour les charros tels que les éperons, les étriers, les boutons pour les costumes de charro et les crosses de pistolet. Bien que le charro en tant que profession ait diminué, les associations et concours de charros continuent d'être une activité culturelle,.
Santa María Chigmecatitlán est une communauté mixtèque du sud de Puebla qui se distingue par sa vannerie, en particulier la fabrication de figurines miniatures en feuilles de palmier. Bien que la ville ait tissé des palmiers pendant de nombreuses années, ce n'est qu'après 1965 que les miniatures sont devenues populaires, principalement en raison de la demande des touristes et des détaillants d'artisanat. Acaxochitlán est également connu pour la vannerie, la fabrication de revêtements de sol, les petates et d'autres types de tapis.
Au Mexique, le cidre de pommes est surtout bu pour les fêtes de Noël et du Nouvel An. Il est généralement sucré, légèrement alcoolisé et gazéifié. La variété la plus célèbre est fabriquée dans et autour de la ville de Huejotzingo, qui accueille une foire annuelle du cidre et de l'artisanat. Il est fabriqué à partir de pommes cultivées localement et se décline en deux variétés : rose (mélangée à du vin rouge) et naturelle. Il est vendu dans différentes régions du pays. Le cidre et les vins de fruits sont couramment produits dans de petites entreprises du nord de l'État, dans des communautés comme Acaxochitlán, qui produit un vin à partir d'un fruit local appelé « acachul ». La cidrerie de la Copa de Oro à Huejotzingo abrite un musée consacré à la fabrication du cidre à Puebla, en particulier à l'histoire de l'entreprise, avec des photographies, des documents et des souvenirs.